# Caroline Thomas
Pour les articles homonymes, voir Thomas (nom de famille).
Pas d'image ? Cliquez ici

a Compétitions nationales et continentales officielles uniquement.

b Matchs officiels uniquement.
Dernière mise à jour le 26 mars 2025.
Caroline Thomas, née le 26 septembre 1991 à Digoin (France), est une joueuse internationale française de rugby à XV occupant principalement le poste de talonneur en club avec l'ASM Romagnat.

## Biographie
Caroline Thomas est originaire de Digoin en Bourgogne. Durant sa jeunesse, elle pratique plusieurs sports dont la danse, la gymnastique, la natation, le judo et le handball. Malgré une famille portée sur le rugby à XV, elle commence la pratique de ce sport assez tardivement, car il n'existe pas de club féminin à Digoin, en septembre 2009 lorsqu'elle entre à l'université Blaise-Pascal de Clermont-Ferrand, où elle effectue des études de STAPS,,,. Son premier entraîneur, à l'université, est l'ancien demi de mêlée de l'AS Montferrand Patrick Ladouce. Elle rejoint ensuite le club du FC Moulins dans le département voisin de l'Allier.
Après avoir rejoint l'Ovalie romagnatoise Clermont Auvergne en 2013, à partir de la saison 2015-2016, elle est nommée capitaine de son club et elle remporte le Championnat de France de 2e division à l'issue de la saison, permettant à son club d'accéder à la première division.
Le 22 novembre 2016, elle honore sa première cape internationale en équipe de France contre les États-Unis.
En 2017, elle est retenue dans le groupe France pour disputer la Coupe du monde en Irlande,, compétition où la France termine à la troisième place.
En 2018, elle participe au Grand Chelem de l'équipe de France dans le Tournoi des Six Nations.
En novembre 2018, elle fait partie des 24 premières joueuses françaises de rugby à XV qui signent un contrat fédéral à mi-temps. Son contrat est prolongé pour la saison 2019-2020.
Au mois de juin 2021, elle est sacrée championne de France avec son club après une finale remportée 13 à 8 contre Blagnac Rugby, dans un match où elle remplace Mathilde Lazarko peu après la mi-temps.
En janvier 2022, elle se blesse lourdement aux cervicales et manque la Coupe du monde en Nouvelle-Zélande,.
Après avoir mis un terme à sa carrière de joueuse, elle s'installe à Bayonne et donne naissance à son fils en octobre 2023.
En 2024, elle est choisie par la Fédération française de rugby pour porter la flamme olympique.

## Palmarès

### En club
- Vainqueur du Championnat de France de 2e division en 2016 avec l'Ovalie romagnatoise Clermont Auvergne.
- Vainqueur du Championnat de France féminin en 2021 avec l'ASM Romagnat.

### En équipe nationale
- Vainqueur du Tournoi des Six Nations en 2018 (Grand Chelem) avec l'équipe de France.